# Gerrhonotus lugoi
Gerrhonotus lugoi är en ödleart som beskrevs av  Mccoy 1970. Gerrhonotus lugoi ingår i släktet Gerrhonotus och familjen kopparödlor. IUCN kategoriserar arten globalt som livskraftig. Inga underarter finns listade i Catalogue of Life.